# Alexandra Fouace
Alexandra Fouace, född 7 juli 1979, är en fransk bågskytt. Hon deltog vid olympiska sommarspelen 2000 och olympiska sommarspelen 2004.